# Fagsprog
Fagsprog (også professiolekt) eller fagudtryk er ord og vendinger der benyttes indenfor et fag eller en branche, og som har en særlig betydning i forbindelse med faget. Nogle af disse ord er meningsløse uden for faget.

## Eksempel
Alle ved hvad et skib er, men i fagsproget skal et skib have et mellemdæk (altså to rum under hinanden), ellers er 'skibet' kun en skude (med kun et dæk) eller en båd (med halvdæk eller bare åben).